# اوپه
اوپه (به سوئدی: Ope) یک منطقهٔ مسکونی در سوئد است که در بخش اوسترشوند واقع شده‌است. اوپه ۰٫۸۵ کیلومتر مربع مساحت و ۴۵۳ نفر جمعیت دارد.